# Ptyelus subnigricans
Ptyelus subnigricans är en insektsart som beskrevs av Walker 1858. Ptyelus subnigricans ingår i släktet Ptyelus och familjen spottstritar. Inga underarter finns listade i Catalogue of Life.